# Série de championnat de la Ligue nationale de baseball 2003
La Série de championnat de la Ligue nationale de baseball 2003 était la série finale de la Ligue nationale de baseball, dont l'issue a déterminé le représentant de cette ligue à la Série mondiale 2003, la grande finale des Ligues majeures.
Cette série quatre de sept débute le mardi 7 octobre 2003 et se termine le mercredi 15 octobre par une victoire des éventuels champions du monde, les Marlins de la Floride, quatre victoires à trois sur les Cubs de Chicago. Cette série devient célèbre pour le fameux incident de Steve Bartman impliquant un spectateur qui assiste au sixième match, présenté le 12 octobre au Wrigley Field de Chicago. 

## Équipes en présence
La saison régulière 2003 de Ligue nationale de baseball est dominée par les Braves d'Atlanta, champions de la division Ouest avec 101 victoires, et les Giants de San Francisco, premiers dans la section Est avec 100 victoires. Cependant, ces deux équipes sont éliminées d'entrée de jeu, dès les Séries de divisions, et cèdent la place en Série de championnat aux deux autres clubs qualifiés pour les éliminatoires. Champions de la division Centrale avec 88 victoires et 74 défaites, les Cubs de Chicago coiffent les Astros de Houston au sommet, ne les devançant que par un seul match gagné. En Série de divisions, les Cubs éliminent les Braves dans la limite de cinq parties, remportant la dernière rencontre à Atlanta et accédant à la finale de la Ligue nationale pour la première fois depuis 1989. Pour les Cubs, menés à l'attaque par le dangereux frappeur de coups de circuit Sammy Sosa, les espoirs sont grands : la dernière participation à la Série mondiale de cette franchise date de 1945 et ils vivent la plus longue disette du sport professionnel nord-américain, n'ayant pas remporté les grands honneurs depuis l'année 1908.
Tout comme lors de leur première, et seule jusque-là, conquête du titre mondial en 1997, les Marlins de la Floride accèdent aux séries éliminatoires comme meilleurs deuxièmes. Avec 91 gains et 71 revers, ils terminent seconds dans la division Est, loin à 20 parties derrière les Braves, mais devancent Houston par quatre victoires pour s'assurer la qualification comme quatrième as. Au premier tour éliminatoire, les Marlins l'emportent trois victoires à une sur les Giants de San Francisco.

## Déroulement de la série

### Calendrier des rencontres
| Match | Date       | Visiteur              | Hôte                  | Score              |
| ----- | ---------- | --------------------- | --------------------- | ------------------ |
| 1     | 7 octobre  | Marlins de la Floride | Cubs de Chicago       | 9 - 8 (11 manches) |
| 2     | 8 octobre  | Marlins de la Floride | Cubs de Chicago       | 3 - 12             |
| 3     | 10 octobre | Cubs de Chicago       | Marlins de la Floride | 5 - 4 (11 manches) |
| 4     | 11 octobre | Cubs de Chicago       | Marlins de la Floride | 8 - 3              |
| 5     | 12 octobre | Cubs de Chicago       | Marlins de la Floride | 0 - 4              |
| 6     | 14 octobre | Marlins de la Floride | Cubs de Chicago       | 8 - 3              |
| 7     | 15 octobre | Marlins de la Floride | Cubs de Chicago       | 9 - 6              |

### Match 1
Mardi 7 octobre 2003 au Wrigley Field, Chicago, Illinois.
| Marlins de la Floride | 0 | 0 | 5 | 0 | 0 | 1 | 0 | 0 | 2 | 0 | 1 | 9 | 14 | 1 |
| Cubs de Chicago | 4 | 0 | 0 | 0 | 0 | 2 | 0 | 0 | 2 | 0 | 0 | 8 | 11 | 1 |
| Lanceurs partants : FL : Josh Beckett CHI : Carlos Zambrano Vic. : Ugueth Urbina (1-0) Déf. : Mark Guthrie (0-1) Sauv. : Braden Looper (1) HRs : FL : Miguel Cabrera (1), Mike Lowell (1), Juan Encarnación (1), Iván Rodríguez (1) CHI : Alex Gonzalez (1), Sammy Sosa (1), Moisés Alou (1) |   |   |   |   |   |   |   |   |   |   |   |   |    |   |

### Match 2
Mercredi 8 octobre 2003 au Wrigley Field, Chicago, Illinois.
| Marlins de la Floride | 0 | 0 | 0 | 0 | 0 | 2 | 0 | 1 | 0 | 3  | 9  | 1 |
| Cubs de Chicago | 2 | 3 | 3 | 0 | 3 | 1 | 0 | 0 | X | 12 | 16 | 1 |
| Lanceurs partants : FL : Brad Penny CHI : Mark Prior Vic. : Mark Prior (1-0) Déf. : Brad Penny (0-1) HRs : FL : Miguel Cabrera (2), Derrek Lee (1) CHI : Alex Gonzalez (2, 3), Aramis Ramírez (1), Sammy Sosa (2) |   |   |   |   |   |   |   |   |   |    |    |   |

### Match 3
Vendredi 10 octobre 2003 au Pro Player Stadium, Miami Gardens, Floride.
| Cubs de Chicago | 1 | 1 | 0 | 0 | 0 | 0 | 0 | 2 | 0 | 0 | 1 | 5 | 12 | 0 |
| Marlins de la Floride | 0 | 1 | 0 | 0 | 0 | 0 | 2 | 1 | 0 | 0 | 0 | 4 | 10 | 0 |
| Lanceurs partants : CHI : Kerry Wood FL : Mark Redman Vic. : Joe Borowski (1-0) Déf. : Michael Tejera (0-1) Sauv. : Mike Remlinger (1) HRs : CHI : Randall Simon (1) |   |   |   |   |   |   |   |   |   |   |   |   |    |   |

### Match 4
Samedi 11 octobre 2003 au Pro Player Stadium, Miami Gardens, Floride.
| Cubs de Chicago | 4 | 0 | 2 | 1 | 0 | 0 | 1 | 0 | 0 | 8 | 8 | 0 |
| Marlins de la Floride | 0 | 0 | 0 | 0 | 2 | 0 | 0 | 1 | 0 | 3 | 6 | 1 |
| Lanceurs partants : CHI : Matt Clement FL : Dontrelle Willis Vic. : Matt Clement (1-0) Déf. : Dontrelle Willis (0-1) HRs : CHI : Aramis Ramírez (2, 3) |   |   |   |   |   |   |   |   |   |   |   |   |

### Match 5
Dimanche 12 octobre 2003 au Pro Player Stadium, Miami Gardens, Floride.
| Cubs de Chicago | 0 | 0 | 0 | 0 | 0 | 0 | 0 | 0 | 0 | 0 | 2 | 0 |
| Marlins de la Floride | 0 | 0 | 0 | 0 | 2 | 0 | 1 | 1 | X | 4 | 8 | 0 |
| Lanceurs partants : CHI : Carlos Zambrano FL : Josh Beckett Vic. : Josh Beckett (1-0) Déf. : Carlos Zambrano (0-1) HRs: FL : Jeff Conine (1), Mike Lowell (2), Iván Rodríguez (2) |   |   |   |   |   |   |   |   |   |   |   |   |

### Match 6
Mardi 14 octobre 2003 au Wrigley Field, Chicago, Illinois.
| Marlins de la Floride                                                                               | 0 | 0 | 0 | 0 | 0 | 0 | 0 | 8 | 0 | 8 | 9  | 0 |
| Cubs de Chicago                                                                                     | 1 | 0 | 0 | 0 | 0 | 1 | 1 | 0 | 0 | 3 | 10 | 2 |
| Lanceurs partants : FL : Carl Pavano CHI : Mark Prior Vic. : Chad Fox (1-0) Déf. : Mark Prior (1-1) |   |   |   |   |   |   |   |   |   |   |    |   |

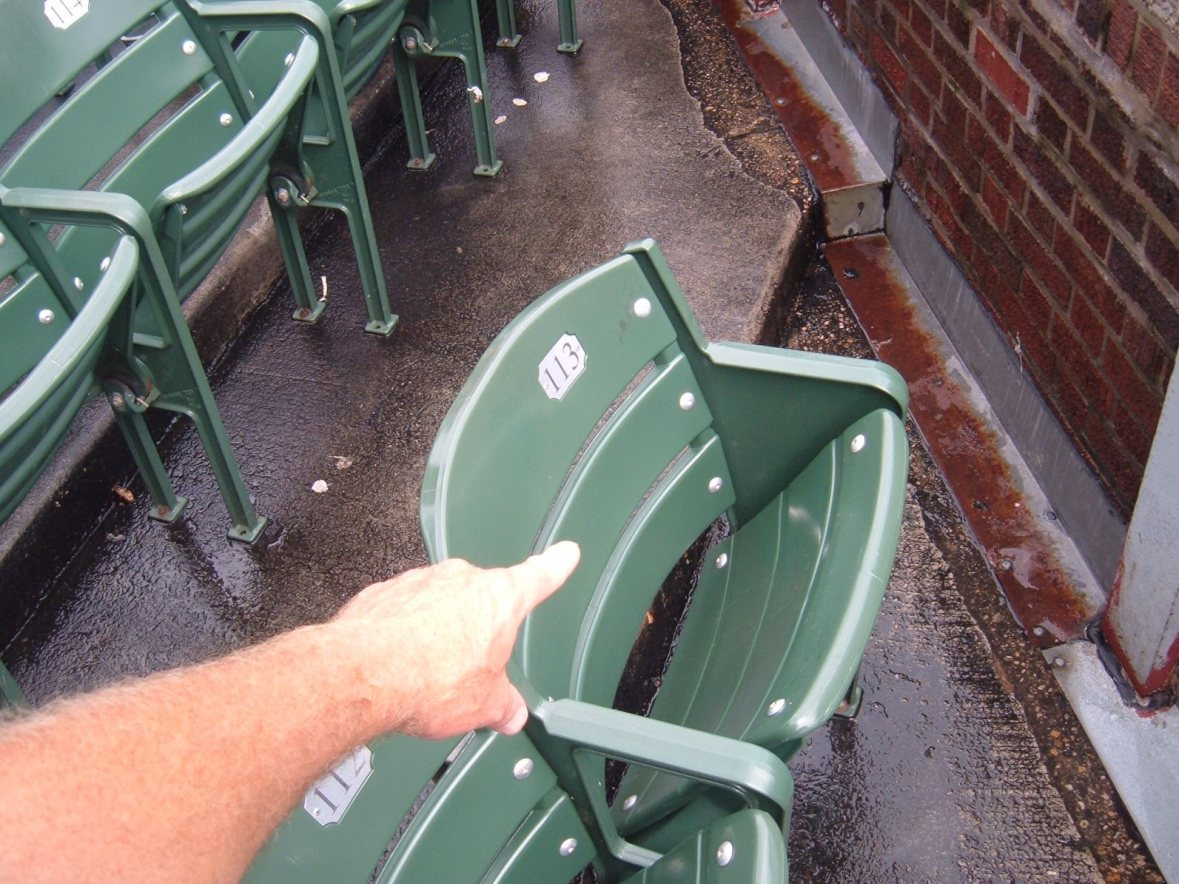
Le siège de Steve Bartman au Wrigley Field est devenu à la fois une attraction touristique et un objet honni des partisans des Cubs.

Menant 3-0 lorsque s'amorce la fin de la huitième manche, les Cubs s'approchent à seulement cinq retraits d'une première Série mondiale en 58 ans. Le vent tourne en faveur des Marlins lorsque Luis Castillo cogne une balle en hauteur qui est poussée vers les estrades du champ gauche. Le voltigeur de gauche des Cubs, Moisés Alou, est en territoire des fausses balles et s'approche des gradins mais plusieurs spectateurs étirent le bras et tentent d'attraper la balle, qui dévie hors de portée d'Alou. L'un de ces spectateurs, un jeune homme du nom de Steve Bartman, cause l'ire des partisans des Cubs et est pointé du doigt comme étant celui ayant empêché Alou de capter la balle. Les esprits s'échauffent et Bartman est escorté hors du stade par des agents de sécurité. Bien que les Cubs plaident leur cause auprès de l'arbitre et arguent que les spectateurs ont gêné leur joueur en défensive, l'officiel statue que rien ne prouvait qu'Alou aurait capté la balle et que celle-ci se trouvait au-dessus des gradins et aurait pu logiquement tomber dans les estrades. La concentration des Cubs semble en souffrir : leur lanceur effectue un mauvais lancer et une erreur suit peu après. La Floride marque huit points dans la manche pour remporter le match 8-3. Choqués par la tournure imprévue de ce match et par l'élimination, le lendemain, d'un club qui était venu si près de finalement retourner en Série mondiale, les partisans des Cubs déversent leur colère sur le jeune Bartman dans un incident qui défraie longuement la manchette à Chicago et dans les médias à travers le pays.

### Match 7
Mercredi 15 octobre 2003 au Wrigley Field, Chicago, Illinois.
| Marlins de la Floride | 3 | 0 | 0 | 0 | 3 | 1 | 2 | 0 | 0 | 9 | 12 | 0 |
| Cubs de Chicago | 0 | 3 | 2 | 0 | 0 | 0 | 1 | 0 | 0 | 6 | 6  | 0 |
| Lanceurs partants : FL : Mark Redman CHI : Kerry Wood Vic. : Brad Penny (1-1) Déf. : Kerry Wood (0-1) Sauv. : Ugueth Urbina (1) HRs : FL : Miguel Cabrera (3) CHI : Troy O'Leary (1), Kerry Wood (1), Moisés Alou (2) |   |   |   |   |   |   |   |   |   |   |    |   |

## Joueur par excellence
Iván Rodríguez, le receveur des Marlins de la Floride, est nommé joueur par excellence de la Série de championnat 2003 de la Ligue nationale. Il frappe dans une moyenne au bâton de ,321 au cours des sept matchs de cet affrontement, avec neuf coups sûrs réussis aux dépens des lanceurs des Cubs, dont deux circuits et deux doubles, ce qui lui confère une moyenne de puissance de ,607. Rodríguez produit 10 points dans la série et croise lui-même le marbre à cinq reprises.